# Massacre da Revolução Cultural de Cantão

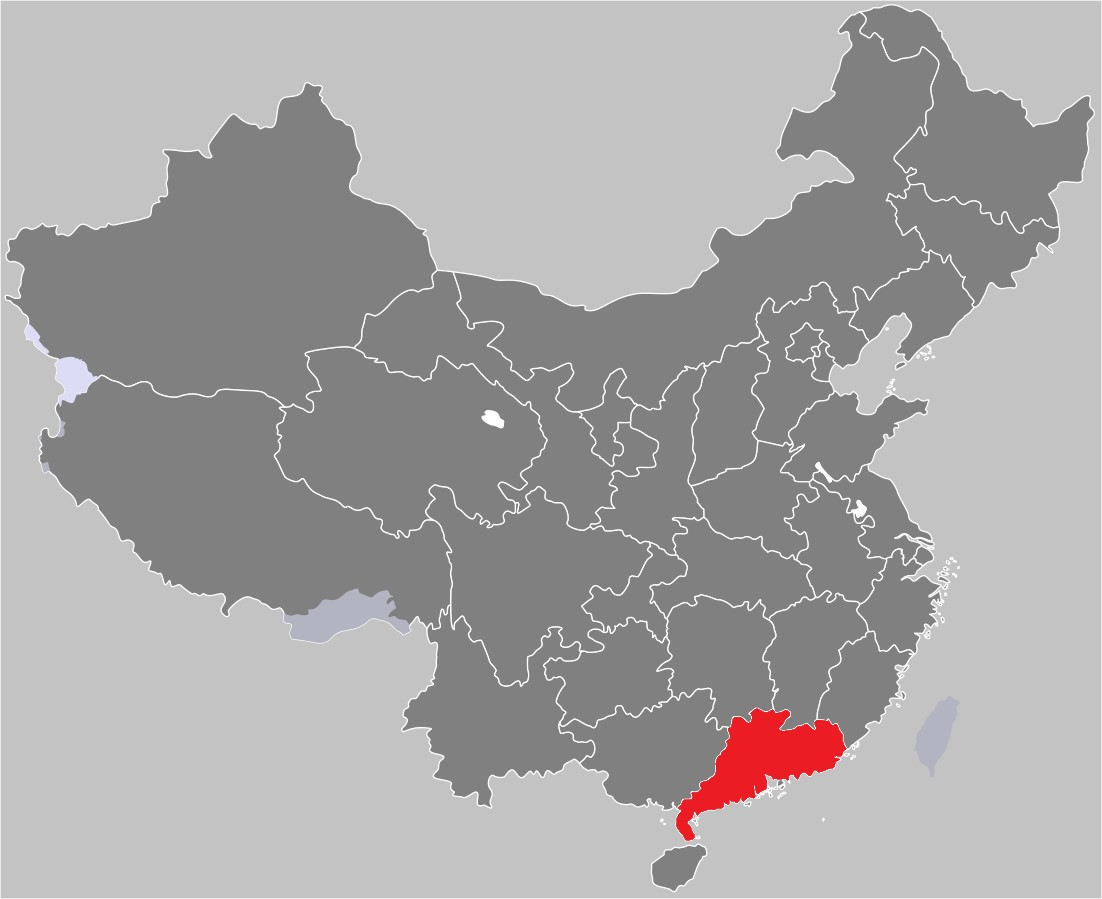
Província de Cantão (em vermelho)

O Massacre da Revolução Cultural de Cantão (chinês tradicional: 廣東文革屠殺, chinês simplificado: 广东文革屠杀) foi uma série de massacres ocorridos na Província de Cantão, na China, durante a Revolução Cultural.
Havia 80 condados em Cantão durante a Revolução Cultural e, de acordo com os 57 anais do condado que se tornaram disponíveis durante o período "Boluan Fanzheng", os massacres ocorreram em 28 dos condados, com seis condados registrando um número de mortos de mais de 1.000. O número médio de mortos entre todos os 28 condados foi de 278. O massacre em Yangjiang foi o mais sério, com mais de 2.600 mortes apenas no condado de Yangchun. Além disso, massacres também ocorreram em algumas cidades de Cantão; em Guangzhou, por exemplo, o massacre dirigido aos prisioneiros de Laogai resultou na morte de pelo menos 187-197 pessoas em uma semana de agosto de 1967.
A maioria dos massacres ocorreu de julho a outubro de 1968, e foram liderados e organizados pelos comitês revolucionários locais e provinciais. O massacre de Cantão foi uma das mortes coletivas mais sérias na China na época e estava relacionado ao Massacre de Guangxi. Houve dois tipos principais de massacres em Cantão: um tipo tinha como alvo os membros das Cinco Categorias Negras, bem como seus parentes, e o outro tipo estava relacionado a perseguições políticas.

## Contexto histórico

### Conflitos entre duas facções
Em maio de 1966, Mao Tsé-Tung lançou a Revolução Cultural na China continental. No início de 1967, os governos locais e comitês do Partido Comunista em Cantão foram paralisados pelo "grupo rebelde (造反派)", e a sociedade entrou no caos. Em 15 de março, Mao considerou necessário o controle militar em Cantão, nomeando Huang Yongsheng (黄永胜) como diretor da Comissão de Controle Militar. Em 1967, duas facções em Cantão freqüentemente entravam em lutas violentas em larga escala: a "facção da Bandeira Vermelha (红旗派)", que era um grupo rebelde, e a "facção do Vento Leste (东风派)", que era um grupo conservador e apoiou o controle militar.
Zhou Enlai, então primeiro-ministro da China, havia feito várias tentativas para mitigar a situação desde abril de 1967, exigindo em novembro o estabelecimento do "Comitê Revolucionário de Cantão". Nesse ínterim, Huang Yongsheng também tentou negociar com os líderes de ambas as facções, na esperança de alcançar um "sindicato da grande revolução (革命大联合)".

### Comitê Revolucionário de Cantão
Em fevereiro de 1968, o Comitê Revolucionário de Cantão foi estabelecido, com Huang Yongsheng sendo o presidente do comitê; Huang era também o comandante da Região Militar de Guangzhou e apoiava pessoalmente a facção do Vento Leste. No entanto, o desafio da facção da Bandeira Vermelha persistiu e, como resultado, as lutas violentas continuam, enquanto a ordem da sociedade não se restabeleceu nos três meses seguintes. A partir de julho de 1968, o Comitê Revolucionário de Cantão, bem como os militares de Cantão, aproveitaram duas diretivas do Comitê Central do Partido Comunista Chinês, usando-as como desculpa para reprimir a facção da Bandeira Vermelha, e depois disso massacres se tornaram predominantes em Cantão. O pico do massacre durou de julho a outubro de 1968.

## Os massacres

### Massacre de Yangjiang
De acordo com o comitê local do Partido Comunista em Yangjiang, pelo menos 3.573 pessoas morreram no massacre de Yangjiang.
- O massacre no condado de Yangjiang ocorreu de 1º de janeiro de 1968 a meados de janeiro de 1969, matando 909 pessoas.
- O massacre no condado de Yangchun começou em 23 de setembro de 1967, matando 2.664 pessoas.

Os métodos de abate incluíam espancamento, tiroteio, afogamento, esfaqueamento, apedrejamento, explosão com fogos de artifício, queima, sepultamento ao vivo e assim por diante.

### Incidente de Guangzhou
O Incidente "Laogai Fan" de Guangzhou, ou o incidente de prisioneiros Laogai, ocorreu em Guangzhou em agosto de 1967. O incidente durou cerca de uma semana e foi causado por rumores de que os prisioneiros Laogai foram libertados das prisões no norte de Cantão e que Guangzhou estava prestes a ser saqueada. Como resultado, os civis locais mostraram um ato extremo de violência contra estranhos por uma questão de autoproteção. 
De acordo com os pesquisadores, pelo menos 187-197 pessoas foram mortas no massacre (alguns dizem que cerca de 300), a maioria das quais eram cidadãos locais que viviam em Guangzhou ou em áreas rurais. Muitos corpos das vítimas do massacre foram pendurados em árvores ou postes ao longo das ruas.

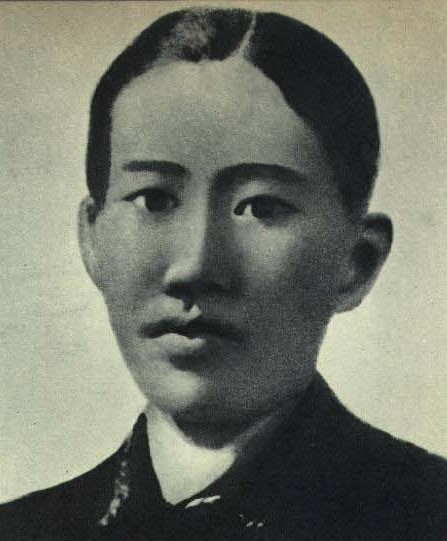
Peng Pai

### Incidente Anti-Peng Pai
O Incidente Anti-Peng Pai (反彭湃事件), ou o Caso dos parentes de Peng Pai (彭湃亲属案件), foi um grande caso "errado" em Shanwei durante a Revolução Cultural, visando parentes do falecido Peng Pai, que foi um pioneiro do movimento dos camponeses chineses e um dos primeiros líderes do Partido Comunista Chinês. No incidente, Peng Pai foi rotulado como "traidor" e "oportunista". A partir de agosto de 1967, um massacre estourou e durou cerca de meio mês, causando a morte de mais de 160 pessoas; além disso, mais de 800 ficaram inválidos para a vida e mais de 3.000 ficaram feridos. O primo e o sobrinho de Peng Pai foram mortos no massacre, enquanto a mãe de Peng foi perseguida; a cabeça do sobrinho de Peng foi cortada pelo autor do crime e exibida ao público por três dias. Em agosto de 1968, Peng Hong (彭 洪), o terceiro filho de Peng Pai, foi morto e enterrado secretamente.
Alguns pesquisadores chineses apontaram, entretanto, que Peng Pai impôs políticas de "Terror Vermelho" quando liderava o movimento dos camponeses e depois de estabelecer o "Soviete Hailufeng". As políticas mataram milhares de proprietários de terras e resultaram na morte de dezenas de milhares de pessoas e, portanto, o Incidente Anti-Peng Pai foi essencialmente uma retaliação dos cidadãos locais.

### Massacre do Condado de Dan
Durante a Revolução Cultural, massacres eclodiram no condado de Dan e no condado de Dongfang da ilha de Hainan, que era uma divisão administrativa da província de Cantão na época. Em março de 1967, a Comissão de Controle Militar local anunciou que três organizações de massa em Dan County eram "organizações contrarrevolucionárias". Em abril de 1968, o comitê revolucionário local foi estabelecido e, em agosto, os militares locais começaram seu massacre visando membros das organizações contrarrevolucionárias, matando mais de 700 pessoas no total. Além disso, mais de 50.000 pessoas (alguns dizem 5.000) foram presas, cerca de 700 casas foram incendiadas e milhares de pessoas ficaram permanentemente incapacitadas.

### Outras áreas

O mapa dos municípios de Cantão

De acordo com um artigo de pesquisa (2003) de Andrew G. Walder da Universidade Stanford e Yang Su da Universidade da Califórnia em Irvine, os seguintes seis condados em Cantão relataram um número de mortos de mais de 1.000 devido à Revolução Cultural:
| Condado   | Cidade afiliada | Número de mortes anormais |
| --------- | --------------- | ------------------------- |
| Yangchun  | Yangjiang       | 2.600                     |
| Wuhua     | Meizhou         | 2.136                     |
| Lianjiang | Zhanjiang       | 1.851                     |
| Mei       | Meizhou         | 1.403                     |
| Guangning | Zhaoqing        | 1.218                     |
| Lian      | Qingyuan        | 1.019                     |

## Número de mortos
Durante a Revolução Cultural, Cantão registrou um dos maiores números de "mortes anormais" na China:
- Em 2016, Fei Yan (agora da Universidade Tsinghua[29]) concluiu que o número médio de mortes anormais (incluindo o número de mortes em massacres) entre os condados de Cantão era de 299, o quinto maior número em todo o país.[30]
- Em 2006, Yang Su, da UC Irvine, concluiu, com base nos 57 anais de condados disponíveis (dos 80 condados durante a Revolução Cultural), que o número médio de mortes anormais entre os condados era de 311,6. O número médio de mortes devido a assassinatos coletivos (pelo menos 10 pessoas morreram uma vez) foi de 278 entre os 28 condados que relataram massacres (o número total de mortes foi de 7.784).[1][2]
- Em 2003, Andrew G. Walder da Universidade Stanford e Yang Su da UC Irvine concluíram com base nos 61 anais do condado disponíveis (dos 114 condados de Cantão) que o número médio de mortes anormais entre os condados era 290, o terceiro maior número em todo o país.[8] O número total de mortes anormais foi 33.060.[8]

## Consequências
Em setembro de 1971, o "incidente de Lin Biao" estourou e Huang Yongsheng, então presidente do Comitê Revolucionário de Cantão, foi destituído de seu posto e preso como aliado de Lin. Em agosto de 1973, Huang foi expulso do Partido Comunista Chinês.
Durante o período do "Boluan Fanzheng", Xi Zhongxun, então Secretário Provincial do PCC em Cantão, estava encarregado da reabilitação das vítimas, recebendo apoio do Comitê Central do PCC. Em janeiro de 1980, o Comitê Revolucionário de Cantão foi removido e o Governo Popular de Cantão foi restabelecido. Em 1981, Huang Yongsheng foi condenado a 18 anos de prisão e morreu em 1983.